# Eurhynchium hercynicum
Eurhynchium hercynicum är en bladmossart som beskrevs av Carl August Julius Milde 1869. Eurhynchium hercynicum ingår i släktet sprötmossor, och familjen Brachytheciaceae. Inga underarter finns listade i Catalogue of Life.